# Contigliano
Contigliano es una localidad italiana de la provincia de Rieti, región de Lacio, con 3.541 habitantes.

## Evolución demográfica
| Gráfica de evolución demográfica de Contigliano entre 1861 y 2001 |
|                                                                   |
| Fuente ISTAT - Elaboración gráfica por parte de Wikipedia         |